# Mars 1
Mars 1 (Марс 1) byla první sovětská sonda z programu Mars k planetě Mars z roku 1962. Byla označena v katalogu COSPAR jako 1962-061A. Mise se nezdařila.

## Cíl mise
Doletět k planetě Mars a ze vzdálenosti 1000 – 10000 km pořídit její fotografie.

## Konstrukce sondy
Sondu vyprojektovalo a nechalo postavit konstrukční středisko Koroljova z Podlipek u Moskvy. Hmotnost byla 893,5 kg. Jednalo se o typ tříose stabilizované sondy, složené ze základního modulu, k němuž byl připojen modul speciální planetární. Tvarem šlo o válec dlouhý 3,3 metry, v průměru 1,1 metru. Vybaven byl řídícím a orientačním systémem, regulací vnitřní teploty a přetlaku, energetickým systémem vč.slunečních panelů, byl zde korekční motor s nádrží a tryskami. Měl dvě vysílačky a antény.

## Předchůdce
První nezdařený pokus o vypuštění sondy k Marsu proběhl 24. října 1962. Sonda se sice dostala na oběžnou dráhu Země, ale po poruše 4. stupně se sonda stala oběžnicí Země a 28. října se rozpadla nad Aljaškou. Protože Sovětský svaz neúspěšné pokusy nehlásil, vznikla obava, že se jedná o jaderný útok. 27. října totiž právě vyvrcholila Kubánská krize ale Američané naštěstí rychle odhalili, že se nejedná o jaderný útok.

## Průběh letu Mars 1
Další sonda se připravovala od 25. října s tím, že vystartuje do 4 dnů. Vojenské napětí o 2 dny její start zpozdilo, a tak vystartovala až 1. listopadu 1962 z kosmodromu Bajkonur s pomocí rakety Molnija. Dostala se na oběžnou dráhu Země. Odtud po zážehu 4. stupně nosné rakety odletěla směrem k Marsu rychlostí 4 km/sec. Teprve tehdy dostala označení Mars 1. Po čtyřech měsících letu dne 21. března 1963 ve vzdálenosti 106 275 000 km bylo se sondou ztraceno spojení kvůli poruše orientace. Nemohla být provedena ani korekce dráhy, ani pořízeny fotografie. Podle výpočtů proletěla kolem Marsu 20. června 1963 zhruba ve vzdálenosti 193 000 km. Létá dál nesledována jako družice Slunce.